# Василий Чапаев (судно)
Василий Чапаев — двухпалубный теплоход проекта 305 «Дунай». Назван в честь В. И. Чапаева.
Проект теплохода был выполнен в 1957 году и утверждён в том же году. Построен в 1964 году на заводе «Obuda Hajogyar Budapest» в Венгрии. Получил серийный номер 1630. После постройки теплоход был передан в город Уфу, где совершал речные круизы.
В 2005 году первым совершил круиз Москва — Пермь — Уфа — Москва. В 2009 году первым зашёл на реку Сура. В 2010 году теплоход прошёл масштабную модернизацию. В ходе модернизации некоторые каюты получили санузел. Во всех каютах была пересмотрена планировка, они получили новую обшивку, новую мебель, в них появились телевизор, холодильник, телефон (внутренняя связь), кондиционер. Полностью заменена электропроводка теплохода, установлены два новых дизель-электрогенератора, что позволило увеличить мощность напряжения.